# Saigon - Hanoï
Saigon - Hanoï est une bande dessinée de Cosey.

## Synopsis
Nous sommes vingt ans après la guerre du Vietnam. À la fin de l'année, en plein hiver, un ancien soldat retrouve sa maison parentale, quelque part dans le nord des États-Unis. Il est seul dans la maison. Il reçoit un coup de téléphone d'une inconnue, une petite fille, qui l'a choisi dans l'annuaire parce que son nom lui semblait « abstème et guilleret ». Ils s'entendent, et parlent tout en regardant, chacun dans leur propre
maison, un documentaire sur le Vietnam. Le son du doc a été coupé. Les images défilent. La conversation se poursuit par bribes, souvent à travers des images. En conséquence de ce décalage, le lecteur suit, forcément, les vies intérieures des deux personnages. Il en découvre la propension humaine à la réconciliation et l'amitié.

### Documentation
- Évariste Blanchet, « Saïgon/Hanoï », Critix, no 0,‎ 1992/93, p. 8-10.